# HD 65904
HD 65904，又名CD-44 3920，SAO 219240、HR 3137，是一颗恒星，视星等为5.99，位于銀經260.02，銀緯-8.13，其B1900.0坐标为赤經7h 55m 51.3s，赤緯-44° -8.13′ 35″。